# Verdens 100 mest magtfulde kvinder
Verdens 100 magtfulde kvinder er en liste som publiceres årligt af magasinet Forbes, hvor verdens 100 mest magtfulde kvinder rangeres, baseret på synlighed i medierne og økonomiske indflydelse. Listen redigeres af redaktøren Elizabeth MacDonald og journalisten Chana Schoenberger og er blevet udgivet siden 2004.
I 2004 og 2005 blev listen toppet af USAs udenrigsminister Condoleezza Rice. Siden 2006 har Tysklands kansler Angela Merkel indtaget førstepladsen.

## Top 10

### 2019
1. Angela Merkel, Tysklands kansler
2. Christine Lagarde, Administrerende direktør for den internationale valutafond og præsident for den europæiske centralbank
3. Nancy Pelosi, 52'nde formand for USA's repræsentanternes hus.
4. Ursula von der Leyen, Præsident af Europa-kommissionen.
5. Mary Barra, Administrerende direktør for General Motors.
6. Melinda Gates, Medgrundlægger af Bill & Melinda Gates Foundation.
7. Abigail Johnson, Præsident af Fidelity Investments.
8. Ana Patricia Botín, Bestyrelsesformand for Banco Santander.
9. Ginni Rometty, Administrerende direktør for IBM.
10. Marillyn Hewson, Administrerende direktør for Lockheed Martin.[1]

### 2018
1. Angela Merkel, Tysklands kansler
2. Theresa May, Storbritanniens premierminister
3. Christine Lagarde, Administrerende direktør for den internationale valutafond
4. Mary Barra, CEO for General Motors
5. Abigail Johnson, CEO for Fidelity Investments
6. Melinda Gates, Medgrundlægger af Bill & Melinda Gates Foundation
7. Susan Wojcicki, CEO af YouTube
8. Ana Patricia Botín, Bestyrelsesformand for Banco Santander
9. Marillyn Hewson, CEO for Lockheed Martin
10. Ginni Rometty, CEO for IBM[2]

### 2017
1. Angela Merkel, Tysklands kansler
2. Theresa May, Storbritanniens premierminister
3. Melinda Gates, Medgrundlægger af Bill & Melinda Gates Foundation
4. Sheryl Sandberg, COO for Facebook
5. Mary Barra, CEO for General Motors
6. Susan Wojcicki, CEO for YouTube
7. Abigail Johnson, CEO for Fidelity Investments
8. Christine Lagarde, Administrerende direktør for den internationale valutafond
9. Ana Patricia Botín, Bestyrelsesformand for Banco Santander
10. Ginni Rometty, CEO for IBM[3]

### 2016
1. Angela Merkel, Tysklands kansler
2. Hillary Clinton, Præsidentkandidat
3. Janet Yellen, Direktør for den amerikanske centralbank
4. Melinda Gates, Medgrundlægger af Bill & Melinda Gates Foundation
5. Mary Barra, CEO for General Motors
6. Christine Lagarde, Administrerende direktør for den internationale valutafond
7. Sheryl Sandberg, COO for Facebook
8. Susan Wojcicki, CEO for YouTube
9. Meg Whitman, CEO for Hewlett Packard Enterprise
10. Ana Patricia Botín, Bestyrelsesformand for Banco Santander[4]

### 2015
1. Angela Merkel, Tysklands kansler
2. Hillary Clinton, Præsidentkandidat
3. Melinda Gates, Medgrundlægger af Bill & Melinda Gates Foundation
4. Janet Yellen, Direktør for den amerikanske centralbank
5. Mary Barra, CEO for General Motors
6. Taylor Swift, Sangskriver og musiker
7. Dilma Rousseff, Brasiliens præsident
8. Sheryl Sandberg, COO for Facebook
9. Susan Wojcicki, CEO for YouTube
10. Michelle Obama, USA's førstedame[5]

### 2014
1. Angela Merkel, Tysklands kansler
2. Janet Yellen, Direktør for den amerikanske centralbank
3. Melinda Gates, Medgrundlægger af Bill & Melinda Gates Foundation
4. Dilma Rousseff, Brasiliens præsident
5. Christine Lagarde, Administrerende direktør for den internationale valutafond
6. Hillary Clinton, tidligere udenrigsminister
7. Mary Barra, CEO for General Motors
8. Michelle Obama, USA's førstedame
9. Sheryl Sandberg, COO for Facebook
10. Virginia Rometty, CEO for IBM[6]

### 2013
1. Angela Merkel, Tysklands kansler
2. Dilma Rousseff, Brasiliens præsident
3. Melinda Gates , Medgrundlægger af Bill & Melinda Gates Foundation
4. Michelle Obama, USA's førstedame
5. Hillary Clinton, USA's udenrigsminister
6. Sheryl Sandberg
7. Christine Lagarde
8. Janet Napolitano
9. Sonia Gandhi, Formand for det indiske kongresparti
10. Indra Nooyi[7]

### 2012
1. Angela Merkel, Tysklands kansler
2. Hillary Clinton, USA's udenrigsminister
3. Dilma Rousseff, Brasiliens præsident
4. Melinda Gates, Medgrundlægger af Bill & Melinda Gates Foundation
5. Jill Abramson
6. Sonia Gandhi, Formand for det indiske kongresparti
7. Michelle Obama, USA's førstedame
8. Christine Lagarde
9. Janet Napolitano
10. Sheryl Sandberg[8]

### 2011
1. Angela Merkel, Tysklands kansler
2. Hillary Clinton, USA's udenrigsminister
3. Dilma Rousseff, Brasiliens præsident
4. Indra Nooyi
5. Sheryl Sandberg
6. Melinda Gates, Medgrundlægger af Bill & Melinda Gates Foundation
7. Sonia Gandhi, Formand for det indiske kongresparti
8. Michelle Obama, USA's førstedame
9. Christine Lagarde
10. Irene Rosenfeld [9]

### 2010
1. Michelle Obama, USA's førstedame
2. Irene Rosenfeld
3. Oprah Winfrey
4. Angela Merkel, Tysklands kansler
5. Hillary Clinton, USA's udenrigsminister
6. Indra Nooyi
7. Lady Gaga, Sangskriver og sanger
8. Gail Kelly
9. Beyoncé Knowles, Sanger og skuespiller
10. Ellen DeGeneres[10]

### 2009
1. Angela Merkel, Tysklands kansler
2. Sheila Bair
3. Indra Nooyi
4. Cynthia Carroll
5. Ho Ching
6. Irene Rosenfeld
7. Ellen Kullman
8. Angela Braly
9. Anne Lauvergeon, CEO for Areva
10. Lynn Elsenhans[11]

### 2008
1. Angela Merkel, Tysklands kansler
2. Sheila Bair
3. Indra Nooyi
4. Angela Braly
5. Cynthia Carroll
6. Irene Rosenfeld
7. Condoleezza Rice, USA's udenrigsminister
8. Ho Ching
9. Anne Lauvergeon, CEO for Areva
10. Anne Mulcahy[12]

### 2007
1. Angela Merkel, Tysklands kansler
2. Wu Yi, Kinas vicestatsminister
3. Ho Ching
4. Condoleezza Rice, USA's udenrigsminister
5. Indra Nooyi
6. Sonia Gandhi, Formand for det indiske kongresparti
7. Cynthia Carroll
8. Patricia Woertz
9. Irene Rosenfeld
10. Patricia Russo [13]

### 2006
1. Angela Merkel, Tysklands kansler
2. Condoleezza Rice, USA's udenrigsminister
3. Wu Yi, Kinas vicestatsminister
4. Indra Nooyi
5. Anne Mulcahy
6. Sallie Krawcheck
7. Patricia Woertz
8. Anne Lauvergeon, CEO for Areva
9. Brenda Barnes
10. Zoe Cruz[14]

### 2005
1. Condoleezza Rice, USA's udenrigsminister
2. Wu Yi, Kinas vicestatsminister
3. Julia Timosjenko, Ukraines premiereminister
4. Gloria Macapagal-Arroyo, Filippinernes præsident
5. Margaret Whitman
6. Anne Mulcahy
7. Sallie Krawcheck
8. Brenda Barnes
9. Oprah Winfrey, Skuespillerinde, producer og tv-vært
10. Melinda Gates [15]

### 2004
1. Condoleezza Rice, USA's nationale sikkerhedsrådgiver
2. Wu Yi, Kinas vicestatsminister
3. Sonia Gandhi, Formand for det indiske kongresparti
4. Laura Bush, USA's førstedame
5. Hillary Clinton, Demokratisk senator for New York
6. Sandra Day O'Connor, Højesteretsdommer
7. Ruth Bader Ginsburg, Højesteretsdommer
8. Megawati Sukarnoputri, Indonesiens præsident
9. Gloria Macapagal-Arroyo, Filippinernes præsident
10. Carly Fiorina, CEO for Hewlett-Packard[16]